# Adri van Tiggelen
Adrianus Andreas „Adri“ van Tiggelen (* 16. Juni 1957 in Oud-Beijerland, heute zu Hoeksche Waard) ist ein ehemaliger niederländischer Fußballspieler und heutiger -trainer.

## Laufbahn
Er spielte 56 Länderspiele für die Niederländische Fußballnationalmannschaft. Er wurde 1988 mit ihr Europameister. Seine Stationen als Spieler waren Sparta Rotterdam, FC Groningen, FC Dordrecht, RSC Anderlecht und PSV Eindhoven. Seit 2005 trainiert er die Jugend von Sparta Rotterdam.
Van Tiggelen war von Haus aus Innenverteidiger, vor allem Libero. In der niederländischen Nationalmannschaft wurde er allerdings meist auf der linken Außenverteidigerposition eingesetzt, während innen Ronald Koeman und Frank Rijkaard spielten.